# Vlastimil Luka
Vlastimil Luka (7. června 1920, Praha – 8. prosince 2012) je bývalý český fotbalista, obránce a trenér. Československý reprezentant a trenér národního mužstva. V československé reprezentaci odehrál roku 1946 jedno utkání (přátelský zápas s Francií). V lize hrál za SK Libeň (1940–1941), Slavii Praha (1941–1948), Duklu Karlín (1950–1952). Se Slavií získal dva tituly mistra v protektorátní Národní lize (1942, 1943) a třikrát s ní vyhrál český pohár (1941, 1942, 1945). V lize odehrál 160 utkání a dal 2 góly. V roce 1953 krátce vedl československou reprezentaci jako trenér. Od 60. let žil ve Švýcarsku.